# Historia deuteronomista
Los Libros de Samuel, junto con los libros de Josué, Jueces y Reyes, forman una historia unificada de Israel que los eruditos bíblicos llaman Historia Deuteronomista. La primera edición probablemente se escribió en la corte del rey Josías de Judá (finales del siglo VII a. C.) y una segunda edición revisada durante el exilio en Babilonia (siglo VI a. C.), con revisiones adicionales en el período posterior al exilio.
Se llaman así [Deuteronomista] porque tradicionalmente se dice que fueron leyes dadas por Dios a través de líderes como caciques o reyes (Δευτερονόμιον Deuterounómion «segunda ley») mientras la ley principal sería la Ley de Moisés .
El término fue acuñado en 1943 por el biblista alemán Martin Noth para explicar el origen y propósito de Josué, Jueces, Samuel y Reyes. Estos, argumentó, eran obra de un único autor/compilador del siglo VI a. C. que buscaba explicar acontecimientos recientes (la caída de Jerusalén y el exilio babilónico) utilizando la teología y el lenguaje del Libro de Deuteronomio. El autor utilizó sus fuentes con mano dura, describiendo a Josué como una gran conquista divinamente guiada, a los Jueces como un ciclo de rebelión y salvación, y la historia de los reyes como un desastre recurrente debido a la desobediencia divina.

## Terminología
Es preferible usar "deuteronomista" que "deuteronómica". El adjetivo "deuteronómico" se refiere al libro del deuteronomio (así, "teología deuteronómica" significa "teología del deuteronomio"), mientras que "deuteronomista" se refiere al autor o escuela que dio origen a los libros relacionados con el deuteronomio (y, por tanto, "teología deuteronomista" es la teología común a los libros mencionados arriba).

## Contenido de los libros
La historia deuteronomista abarca desde los últimos días de Moisés, narrados en el libro del Deuteronomio, hasta la liberación de Jeconías, que es el final del Segundo libro de los Reyes. Así pues abarca los siguientes eventos:
- Despedida de Moisés y resumen del éxodo.
- Conquista de la tierra de Canaán.
- Período de los jueces.
- Inicio de la monarquía en Israel con Saúl y David.
- División del reino.
- Ciclos de algunos profetas.
- Caída del reino de Israel a manos de Asiria.
- Caída del reino de Judá sur a manos de Babilonia.

## Teorías hasta elsigloXX
Durante mucho tiempo el libro del Deuterononio fue atribuido, como los otros cuatro libros del pentateuco, a Moisés. Sin embargo André Masius (siglo XVII) ya descubrió una afinidad particular entre el Deuteronomio y los libros siguientes, más que entre este libro y los anteriores. Baruch Spinoza confirma esta impresión diciendo que los así llamados "libros históricos" parecían encontrar su inspiración en el Deuteronomio, pues en aquellos se cumplía lo que Moisés había mandado o profetizado en el último libro del Pentateuco. Pero fue Voltaire el primero que se atrevió a afirmar que el Deuteronomio no solo no formaba parte del Pentateuco, sino que, además, su autor fue el rey Josías, a finales del siglo VII a. C.
Un hecho que llamaba la atención de estos autores es que los patriarcas adoraban a Dios en cualquier lugar, pero a partir del Deuteronomio ya se habla de "el lugar que el Señor tu Dios escogerá" para dar culto, y en el libro de los reyes se condena cualquier altar fuera de Jerusalén. En esto los libros de inspiración deuteronomista parece que van de acuerdo en contraposición con los cuatro anteriores.
Wilhelm Martin Leberecht de Wette propone la hipótesis de que el libro del Deuteronomio (al menos un núcleo del mismo) sería un invento de Josías para justificar sus reformas religiosas y políticas. De este modo encuentro del libro de la ley en el templo por parte de Jelcías (2Re 22, 8), según Wette, no sería más que una "pia fraus" (o engaño piadoso) para justificar las reformas del rey.

## Teorías en elsigloXX
En el siglo XX abundaron las teorías con respecto a la historia deuteronomista.

### Martin Noth
Ante todo Martin Noth propone que toda la historia deuteronomista es obra de un solo autor, pues toda ella está guiada por las mismas ideas, hay una cronología coherente (i.e. sumando todos los años de la conquista, jueces y reyes coincide con los datos que va dando, como la construcción del templo 480 años tras la salida de Egipto, en 1R 6:1), y usa el mismo lenguaje (a esto no le dedica mucha atención) y los mismos recursos estilísticos (como los discursos o reflexiones teológicas que insiere en ciertos momentos).
Noth concluye que el autor es una sola persona (conocida normalmente como el Deuteronomista o De —o Dtr entre otros—) que trabajó en tiempos del exilio de Judá en Babilonia (por las referencias locales que usa), y su finalidad sería enseñar cómo Dios ha actuado con su pueblo: Él había cumplido todas sus promesas, pero el pueblo falló y se vio irremediablemente condenado al exilio babilónico.
Los críticos de Noth hicieron enseguida notar múltiples indicios de que no podía atribuirse todo a un solo autor. En primer lugar hay una gran desproporción en la extensión que se dedica a tratar las diferentes materias. Por ejemplo, lo que dedica a David es mucho más que lo que dedica a los jueces, que sería mucho más largo; o lo que se le dedica a la construcción del templo y lo que se dedica a cualquiera de los reyes posteriores. Por otro lado, hay muchos duplicados; es decir, hay varios eventos que se relatan dos veces, e incluso contradictoriamente, como la narración del paso del Jordán en Jos 3. Por otro lado la temática cambia también bastante. Por ejemplo, en Jueces el autor usa un esquema cíclico (pecado, castigo, clamor del pueblo, salvación), que no se repite en Samuel y Reyes; o que en Jueces el culpable siempre es el pueblo, pero en Samuel y Reyes casi solo se habla de las culpas del rey (o como mucho del pueblo incitado por el rey). Como se ve, la teoría de Noth presentaba bastantes problemas, que autores posteriores se dispusieron a tratar de resolver.

### Frank M. Cross
Frank Moore Cross sugiere que la historia deuteronomista fue escrita en dos tiempos. Uno en tiempos de Josías, como sugería Wette. El redactor de esta primera edición (normalmente conocido como De 1) sería contemporáneo de Josías y buscaría promover la reforma religiosa del rey; su finalidad sería, pues, fundamentalmente optimista: demostraría al pueblo que si volvían a Dios, prosperarían. Un segundo autor (De 2), durante el exilio, completaría la obra. Este autor revisaría el texto añadiendo cosas (entre ellas reslataría la maldad de Manasés, de manera que el exilio se atribuyese claramente a sus faltas, la promesa de la catástrofe y todo lo que viene después de Josías) para explicar el porqué del exilio. 
¿Cómo llega a esta conclusión? Entre otras cosas, Cross observa que el segundo libro de los reyes hay una condena definitiva de Judá en tiempos de Manasés (21:10-15), y por otro lado el reinado de Josías (2R 22-23) parece muy positivo y esperanzador, a pesar de que ya no hay nada que hacer. Cross explica esto como la inserción de un redactor posterior al exilio que habría añadido la condena de Judá en tiempos de Manasés.

### Rudolf Smend
Rudolf Smend trata de explicar la falta de armonía en el texto (Cf. críticas a Noth) afirmando que hubo tres ediciones del texto: un autor que denomina deuteronomista histórico (DtrG), otro llamado "deuteronomsta profético" (DtrP) y otro "deuteronomista nomista (DtrN). El autor historiador escribe una historia completa desde Dt 1, 1 hasta la liberación del rey Jeconías (2Re 25, 30). Siendo así este autor no pudo escribir su historia antes del año 550 a. C., cuando se dio la liberación del rey de Judá. El autor profético, por su parte, introduciría en estos libros las varias narraciones proféticas, e intentaría hacer notar en el desarrollo de la historia el esquema típico de la profecía: profecía-cumplimiento. Por último el autor nomista completa la historia inspirándose en las leyes del Deuteronomio. Todo esto, siempre según Smend, se llevaría a cabo durante el exilio.

### R. F. Person
R. F. Person tiende a simplificar, y considera que la obra es fruto de una escuela (escuela deuteronomista), que compondría su obra durante el exilio. Vueltos del exilio, en la época persa, se haría una revisión de la obra. Esta conclusión nace de su estudio desde el punto de vista de la historia, del ámbito social y de la literatura.
Las ideas principales de la escuela deuteronomista serían la reconstrucción del templo y la restauración de la monarquía (aunque, una vez visto que era inviable el retorno de un rey, escatologizarían su esperanza mesiánica).

### T. C. Römer
Se podría considerar que T. C. Römer, en su obra, propone una conciliación entre todos los autores anteriores. Parte del examen de la ley de centralización del culto que se contiene en Dt 12, 2-18, y descubre tres estratos en ella:
- Un estrato antiguo, en el que el autor se dirigiría a la clase pudiente del siglo VII a. C. En el texto, aunque cuando se redacta ya existía el templo, el autor, para no ser anacrónico, habla de él por boca de Moisés como "el lugar elegido por el Señor vuestro Dios para poner allí su nombre".
- Un segundo estrato reflejaría el exilio. En él el autor exiliado exhorta a sus compañeros de tribulación por boca de Moisés: "No haréis lo que nosotros hacemos aquí hoy... Llevaréis al lugar elegido por el Señor, vuestro Dios para morada de su nombre todo lo que yo os prescribo".
- Y, por último, un estrato del siglo V a. C., en la época persa, en el que se invita a separarse de los paganos: "Demoleréis sus altares, romperéis sus estelas, quemaréis con fuego sus cipos..."

De acuerdo con estas observaciones, Römer propone tres etapas en la redacción de la historia deuteronomista:
- Una en tiempos de Josías (finales del siglo VII a. C.), en la que se justifica la dinastía davídica y la política de conquistas del rey Josías.
- Una unificación del material anterior, hecha durante el exilio, y enlazada con la historia de Moisés.
- Una revisión de todo esto durante la época persa, en la que se resalta el segregacionismo, el monoteísmo (contra la monolatría sostenida anteriormente) y la consideración de la diáspora como verdadera comunidad judía.

## Finalidad de la obra
Los autores citados anteriormente, como se ve, tienen opiniones muy distintas sobre cuál era la finalidad de esta obra. Se recordará cómo para Noth era una finalidad simplemente explicar al pueblo el porqué de la catástrofe del exilio de Babilonia. Los siguientes autores ven múltiples finalidades (tantas cuantas autores). A estas teorías habría que añadir la de von Rad y la de Wolf.

### G. von Rad
Gerhard von Rad, contra la opinión de Noth, propone que la finalidad del libro es infundir optimismo en el pueblo exiliado. En toda la obra se nota la eficacia de la Palabra de Dios: el profeta habla, y se cumple paso por paso. Del mismo modo Dios prometió a David que su descendencia duraría por siempre, sin embargo ahora el pueblo se ve exiliado, sin tierra, sin templo, sin rey. No obstante, siempre según von Rad, el autor deuteronomista espera que el pueblo de Israel en el exilio razone del siguiente modo: No pueden quedar sin cumplimiento las promesas a David: es cuestión de tiempo, pero la monarquía davídica será restaurada. En este sentido, a liberación del rey Jeconías demuestra que esta salvación ya está en curso.

### H.W. Wolff
Hans Walter Wolff propone que la finalidad del deuteronomista es infundir esperanza al pueblo exiliado. Para lograr esto el autor pone la base en los libros del Deuteronomio y de Josué, dando a entender cuáles serían las reglas que Dios pone a su pueblo y por qué. En el libro de los Jueces el autor explicaría el ciclo de la salvación: el pueblo peca, es oprimido, clama a Dios y éste lo salva. Los libros de Samuel y Reyes, que parecen desvincularse de este esquema, según Wolff serían el inicio de un nuevo ciclo: el pecado del pueblo (que se expone a lo largo de estos libros), la opresión (la deportación a Babilonia), y ahora el autor pretendería que el lector entienda lo que ha de seguir: invocar a Dios y él lo salvará.
Para demostrar esta tesis Wolff estudia la palabra "convertirse" (שׁוב) en los libros de Samuel y Reyes (que a simple vista parecería ausente), y descubre que se encuentra en varios momentos decisivos, como cuando los israelitas se convierten y derrotan a los filisteos (1S 7:3), en el discurso inaugural del templo por parte de Salomón (1R 8:46-53), cuando cae Samaria por no escuchar el llamado de Dios a la conversión (2R 17:13), cuando el pueblo renueva la alianza Dios en tiempos de Josías (2R 23:25)

## Escuela deuteronomista
Es el momento de poder sacar alguna conclusión sobre todas estas ideas, y tratar de identificar cuál es el origen y las ideas principales de la escuela o grupo de personas que dio origen a esta tradición deuteronomista que daría como fruto la redacción de esta historia.

### Origen
Se podría decir sin miedo a equivocarse que tras el asedio y caída de Samaria (finales del siglo VIII a. C.) muchos israelitas del norte emigraron a Judá, adonde llevaron sus propias tradiciones, de las que está llena la historia deuteronomista. En el sur, por la misma época, aparece el rey Ezequías. Sin duda alguna su reforma religiosa formó escuela. También a finales del siglo VII, con Josías, se da una gran reforma religiosa. En este contexto aparece el libro de la ley en el templo, que posiblemente sería una colección de leyes del Deuteronomio.
Esta escuela iría con los exiliados a Babilonia, e incluso después del exilio seguiría trabajando en la revisión de la obra escrita.

### Ideas principales
La idea básica de la escuela deuteronomista es la correspondencia al amor de Dios. Él ha amado primero a su pueblo y ha cumplido todas sus promesas. El pueblo debe corresponder a este amor amándolo y apegándose a él con todo el corazón. Este "apegarse a él" implica la observancia de la ley.
La obra del deuteronomista está permeada de sentimientos de humildad (pues la alianza de Dios es gratuita, y el pueblo no ha hecho nada para merecerla), de intransigencia con las otras religiones (consecuencia de la fe monoteísta), de fraternidad entre los miembros del pueblo escogido y de responsabilidad ante la alianza (el pueblo es responsable de su destino, pues se le concederá el triunfo o el castigo según se comporte ante la ley).
Además, el autor advierte constantemente de los peligros que acechan al pueblo: las riquezas (porque llevan a olvidarse de Dios), el orgullo (creer que la salvación es una obra propia), y la influencia de los extranjeros (que los llevan a adorar a otros dioses y los apartan de Yahveh).